# Ю Сіє
Ю Сіє (кит.: 謝盛友) (нар. 1 жовтня 1958, Хайнань) — німецький політик, кандидат на вибори до Європарламенту у 2019 році, журналіст та автор китайського походження.
Ю Сіє народився та виріс в Китаї. 1988 року він переїхав до Німеччини, оселився в Бамберзі, вивчав германістику в місцевому університеті. Сіє заснував щомісячний журнал «Європейські китайські новини», у виданні якого брали участь його дружина та невістка. Він також відкрив власний снек-бар China Fan.
2010 року Сіє став громадянином Німеччини. Того ж року він був обраний серед «100 найкращих громадських інтелектуалів Китаю» китайською газетою Southern Weekly. В жовтні 2011 року він припинив видавати журнал через низькі показники продажів, зосередившись на написанні статей у власному блозі.
20 квітня 2013 року члени Християнсько-соціального союзу (ХСС) у Бамберзі обрали Сі до окружної ради. Він набрав 141 із 220 голосів, найкращий результат серед усіх членів правління округу. 2014 року Сі обрали до міської ради Бамберга з найбільшою кількістю голосів серед усіх кандидатів ХСС.
Сіє є віцепрезидентом Асоціації письменників китайської мови в Європі та живе зі своєю дружиною Шеньхуа Се Чжан у Бамберзі.